# Сеука (Муреш)
Сеука (рум. Seuca) — село у повіті Муреш в Румунії. Входить до складу комуни Генешть.
Село розташоване на відстані 251 км на північний захід від Бухареста, 29 км на південний захід від Тиргу-Муреша, 74 км на південний схід від Клуж-Напоки, 124 км на північний захід від Брашова.